# Koerskaja (metrostation Moskou, Arbatsko-Pokrovskaja-lijn)

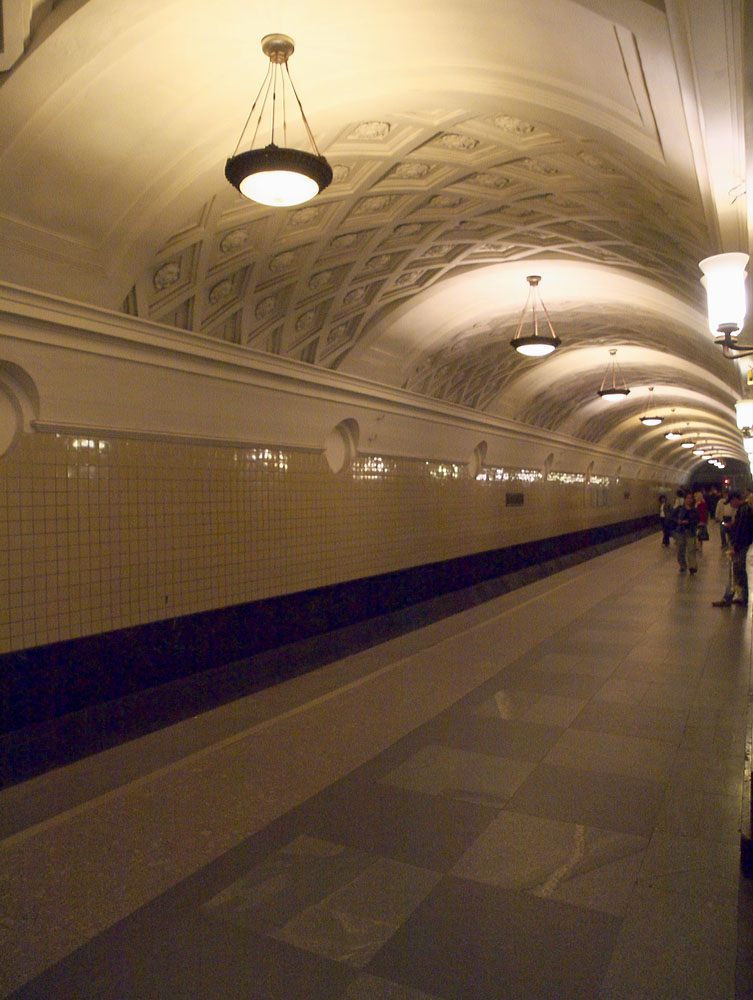
Het perron

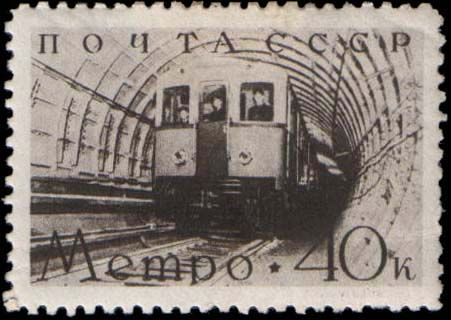
Postzegel uitgegeven ter gelegenheid van de opening

Koerskaja (Russisch: Курская) is een station op de Arbatsko-Pokrovskaja-lijn van de Moskouse metro. Het station is op 13 maart 1938 geopend als het destijds oostelijke eindpunt van lijn 3. Het is genoemd naar Station Moskva Koerskaja.
De wanden van het station zijn betegeld. De zuilen tussen de doorgangen zijn bekleed met grijs marmer en voorzien van wandlampen en ronde ventilatieroosters. 
Het station is onderdeel van de tweede fase van de metrobouw, de lijnen 2 en 3. Als eerste stuk van lijn 3 werd een nieuwe tunnel tussen Plosjtsjad Revoljoetsi in het centrum en het station Moskva Koerskaja geboord, die werd bekleed met gietijzeren schachtringen. De tunnel met gietijzeren schachtringen staat afgebeeld op een postzegel die ter gelegenheid van de opening is uitgegeven. Door een verbinding te maken met de westtak van de oorspronkelijke metro kwam een rechtstreekse metroverbinding, die lijnnummer 3 heeft gekregen, tot stand tussen het spoorwegstation Kievskaja aan de westkant van de stad en spoorwegstation Koerskaja aan de oostkant. De vrijwel gelijktijdig gebouwde lijn 2 naar het vliegveld opende korte tijd later. 